# Tim Guénard
Philippe Guénard znany jako Tim Guénard (ur. 9 sierpnia 1958) – francuski bokser i pisarz.
Według swojej autobiografii został porzucony przez matkę w wieku trzech lat i był wychowywany przez ojca, który go maltretował. Mimo wieloletniego maltretowania, wybaczył swemu ojcu i udało mu się wyjść z traumy dziecka bitego. Po tych doświadczeniach aktywnie daje świadectwo historii swego życia.
Mieszka we Francji, niedaleko Lourdes, gdzie wraz z żoną udziela pomocy ludziom z problemami.

Moje życie jest równie pokiereszowane jak moja twarz. Choćby mój nos. Złamany dwadzieścia siedem razy. Dwadzieścia trzy złamania to sprawa boksu: cztery, dzieło mojego ojca. Najbardziej brutalne razy dostałem od tego, który powinien wziąć mnie za rękę i powiedzieć kocham cię.

Publikacje
- Tim Guenard: Silniejszy od nienawiści, Znak, Kraków 2003, ISBN 83-240-0272-3